# Енді Колберг
Енді Колберг (англ. Andy Kohlberg; нар. 17 серпня 1959) — колишній американський тенісист.
Найвищу одиночну позицію світового рейтингу — 142 місце досяг 24 лютого, 1986, парну — 26 місце — 3 липня, 1988 року.
Здобув 1 парний титул.
Найвищим досягненням на турнірах Великого шолома був чвертьфінал в парному розряді.
Завершив кар'єру 1988 року.

## Фінали за кар'єру

### Парний розряд (1–3)
| Результат | W/L | Дата     | Турнір                      | Покриття | Партнер                     | Суперники                   | Рахунок       |
| --------- | --- | -------- | --------------------------- | -------- | --------------------------- | --------------------------- | ------------- |
| Поразка   | 0–1 | Жов 1980 | Гуанчжоу, КНР               | Килим    | Ларрі Стефанкі              | Росс Кейс Хайме Фійоль      | 2–6, 6–7      |
| Поразка   | 0–2 | Тра 1981 | Forest Hills WCT, США       | Ґрунт    | Джон Фіцджеральд (тенісист) | Пітер Флемінг Джон Макінрой | 4–6, 4–6      |
| Поразка   | 0–3 | Вер 1985 | Штутгарт, Західна Німеччина | Ґрунт    | Жоао Суарес                 | Іван Лендл Томаш Шмід       | 6–3, 4–6, 2–6 |
| Перемога  | 1–3 | Кві 1986 | Атланта, США                | Килим    | Роберт Вант Гоф             | Крісто Стейн Дані Віссер    | 6–2, 6–3      |